# راهبه دیر کاسترو
 راهبه کاسترو  (به فرانسوی: L’Abbesse de Castro) سرگذشتی به قلم استاندال، نویسنده فرانسوی، که در ۱۸۳۹ در پاریس انتشار یافت.

## پیشینه داستان
چاپ اول راهبه کاسترو، علاوه بر داستانی که عنوان خود را به کتاب داده‌است، مشتمل بر ویتوریا آکورامبونی، دوشس دو براتچانو و خانواده چنچی بود. این سه داستان کوتاه، پیش از آن از سال ۱۸۳۷ تا سال ۱۸۳۹ در مجله دو جهان منتشر شده بود. استاندال که علاقه بسیاری به خواندن دست‌نبشته‌های کهن داشت، در تاریخ ایتالیا در جستجوی نمونه‌های آن «انرژی» ناشی از شور و غریزه‌ای بود که وی به قهرمانان اصلی داستانهای خود داده‌است. از این لحاظ، تاریخ رنسانس ایتالیا، از حیث شخصیتهای زنانه، همه عوامل را، تا سرحد کمال مطلوب، برای بازسازی این دوره سرشار از سجایا و پر از مبارزه و جدال عرضه می‌دارد. راهبه کاسترو نمونه بارز داستانهایی است که نویسنده، چندی بعد، خوشش آمد که عنوان «وقایع نامه‌های ایتالیایی» به آنها بدهد.

## ماجرای داستان
در حدود سال ۱۵۲۸، هلن دوکامپیرئالی که به یکی از خانواده‌های بنام ناحیه رم تعلق دارد، با اظهار عشق ژول برانچیفورته، پسر سربازی که در خدمت خانواده کولونا است، روبرو می‌شود. پدر و برادر هلن به قصد کشتن ژول در کمین می‌نشینند، اما به دست دختر، که شجاعت و جسارت وی را می‌ستاید و به فرار با وی رضا می‌دهد، از مرگ نجات داده می‌شود. ژول، در جریان دوئلی، به تحریک سربازان پدرش که او پس از اندک مدتی فرماندهشان شد، فایبو، برادر هلن، را می‌کشد و بدینگونه انتقام خویش را می‌گیرد. پس از این واقعه، ناگزیر رم را ترک می‌گوید. در خلال این احوال، دختر در صومعه کاسترو، که در قلمرو خانواده اوست، زندانی شده‌است؛ و ژول بیهوده درصدد ربودنش برمی‌آید. مادر هلن، با نیرنگهای بسیار، با قبولاندن این معنی به هلن که ژول بر اثر جراحت ناشی از عسی در ربودن او مرده‌است و با باوراندان این معنی به ژول که هلن دیگر شوهر کرده‌است، آن او را از یکدیگر جدا می‌کند. در صورتی که ژول، با اسم مستعار، در مکزیک، در ارتشهای اسپانیا، مردانگیها و رشادتها نشان می‌دهد و هلن که جاه‌پرستی، درونش را می‌خورد، دیوانه‌وار به سوی ماجراها روی می‌آورد و در حدود ده سال بعد، برای چیرگی بر بانوان دیگر صومعه کاری می‌کند که عنوان راهبه کاسترو به او داده می‌شود. اما از پی رابطه‌ای که با اسقف شهر دارد، آبستن می‌شود. آن وقت به زندان می‌افتد. ژول، پس از مراجعت به ایتالیا، درصدد استخلاص زن جوان برمی‌آید، اما با امتناع او روبرو می‌شود. البته، هلن با شور و عشق تمام او را دوست می‌دارد، اما خودکشی را ترجیح می‌دهد؛ زیر دیگر آن پاکی روزهای خوش نوجوانی را ندارد.
داستان ویتوریا آکورامبونی، دوشس دو براتچانو، با رنگهایی تیره، در محیطی انباشته از عشق و جنایت، زندگی زن بلندآوازه‌ای را رقم می‌زند که در عنفوان جوانی به عقد ازدواج فرانچسکو پرتتی (برادرزاده کاردینال دو مونتالتو، سیکستوس پنجم آینده) درآمد و چون شوهرش در کمینگاهی کشته شد، بسیار زود بیوه ماند. آنگاه، تن به عشق پائولو جوردانو اورسینی، دوک دو براتچانو داد و زن او شد و دوباره شوهرش را از دست داد و بیوه شد؛ و اندکی پس از آن به نحو مرموزی در ونیز کشته شد.
استاندال در این صفحه‌ها که به موضوعی می‌پردازد که پیش از آن داستان‌نویسان و نمایشنامه‌نویسان (به ویژه جان وبستر در شیطان سفید) بدان پرداخته بودند، عنان اختیار به دست علاقه خود به ماجراهای عاشقانه‌ای می‌دهد سخت آمیخته به اعمال بزرگ‌منشانه‌ای که به خون و مرگ می‌انجامد.
در داستان خانواده چنچی هم با حادثه تلخ و دردناکی روبرو می‌شویم که در ۱۵۹۹ رخ می‌دهد. موضوع آن، که نویسندگان و وقایع‌نگاران بارها به آن پرداخته بودند، از حسن التفات و عنایت رمانتیسم برخوردار شده بود (و به عنوان مثال می‌توان از بئاتریچه چنچی نوشته گوئراتسی نام برد). –استاندال، در این داستان بر آن شده‌است که قهرمانانی به صحنه بیاورد که کاملاً دستخوش هیجانهای غریزه‌اند و ریا و تزویر زندگی هیچ تسلطی بر آنان ندارد و به این دلیل، طبق اصطلاحی که آلفیری به کار برده و استاندال برگرفته است، نمونه‌های زیبای «گیاه انسانی» اند. این داستانها و سرگذشتهای ایتالیایی، که به زحمت می‌توان آنها را ترجمه و اقتباس از دست‌نبشته‌های کهن دانست، زندگی سرشار از عشق و هیجانی را با توفیق بسیار بازسازی می‌کند که نویسنده در ایتالیا می‌پسندید و می‌توان آن را در تاریخ و هنر و تاریخ اجتماع ایتالیا نیز بازیافت.